# Armada dupla
La Armada dupla (double armée, en portugais), également appelée Envergado (« porté »), est un coup de pied lateral fouetté percutant de capoeira qui consiste à frapper l'adversaire à la tête avec le plat du pied (dessous des orteils).
C'est un coup de pied dangereux qui est principalement utilisé sérieusement pour le « jogo duro ». 